# Flight Angels
Flight Angels (bra: Anjos da Terra) é um filme de aviação comercial estadunidense de 1940, do gênero comédia romântica dramática, dirigido por Lewis Seiler, e estrelado por Virginia Bruce, Dennis Morgan, Wayne Morris, Ralph Bellamy e Jane Wyman como funcionários de uma companhia aérea, pilotando aviões Douglas DC-3. O roteiro de Maurice Leo foi baseado em uma história de Jerry Wald e Richard Macaulay.
A trama retrata a história das condições operacionais de uma companhia aérea comercial, enquanto segue suas aeromoças e pilotos, mostrando suas rotinas diárias, pontuadas com os detalhes de suas vidas pessoais.
A produção marcou a estreia cinematográfica de Marilyn Merrick, que alterou seu nome artístico para Lynn Merrick em 1941.

## Sinopse
O piloto comercial Chick Farber (Dennis Morgan) é suspenso pelo superintendente de voo Bill Graves (Ralph Bellamy) quando um exame físico revela que sua visão está falhando. Ajudado por Mary Norvell (Virginia Bruce) e Nan Hudson (Jane Wyman), Graves convence Chick a trabalhar como professor em uma escola preparatória para aeromoças.

## Elenco
- Virginia Bruce como Mary Norvell
- Dennis Morgan como Chick Farber
- Wayne Morris como Artie Dixon
- Ralph Bellamy como Bill Graves
- Jane Wyman como Nan Hudson
- John Litel como Dr. Barclay
- Margot Stevenson como Rita
- Dorothea Kent como Mabel
- John Ridgely como Ten. Parsons
- Lucile Fairbanks como Thelma
- Maris Wrixon como Bonnie
- Jan Clayton como Jane Morrow
- Marilyn Merrick como Marilyn
- Phyllis Hamilton como Phyllis
- Carol Hughes como "Texas"

## Produção

American Airlines DC-3, semelhante ao avião visto no filme.

O título de produção do filme foi "Flight Eight". A Warner Bros. suspendeu Olivia de Havilland de estrelar em futuras produções após recusar ser a protagonista feminina dessa produção.
O uso do American Airlines Douglas Sleeper Transport, a variante inicial do onipresente Douglas DC-3, que tinha acomodações para 24 passageiros durante o dia e era equipado com 16 berços nas cabines durante a noite, deu um ar de autenticidade ao filme.
A fotografia principal consistindo em fotos aéreas e exteriores ocorreu no Aeroporto de Burbank, na Califórnia. Embora uma mistura de maquetes de estúdio, aeronaves reais e modelos tenham sido usadas de forma eficaz, as filmagens do DC-3 no início do filme levaram "Flagship Illinois" a se tornar "Flagship Tennessee" quando o avião começa a taxiar do portão, e depois se torna "Flagship Illinois" novamente quando os passageiros estão saindo após um pouso de emergência, necessário pelo nascimento a bordo de um bebê.
O elenco era composto por um grande grupo de estrelas, umas em ascensão e outras em declínio, que não eram típicas de um filme menor. Enquanto filmando "Flight Angels" em 1940, Wayne Morris se interessou por aviação e se tornou um aviador naval. Quando a guerra se tornou iminente, Morris se juntou à reserva naval e se tornou um piloto da Marinha dos Estados Unidos em 1942, deixando sua carreira cinematográfica de lado durante a guerra. Voando em um Grumman F6F Hellcat para fora do porta-avião USS Essex, Morris abateu sete aviões japoneses e contribuiu para o naufrágio de cinco navios.

### Aeronaves presentes no filme
- Avião Boeing 247 (sob os créditos do título, com o logotipo da United Air Lines)
- Aviões Douglas DC-3/DST (na libré da American Airlines)
- Lockheed Model 12A Electra Junior substituindo o "navio estratosfera". Lockheed 12A, número de registro NC17342, ex-propriedade da Lang Transportation, Las Vegas, Nevada, e também foi usada no filme da Metro-Goldwyn-Mayer "Rosalie" (1937), "Happy Landing" (1938), "Secret Service of the Air" (1938).[c][9]

## Recepção
Considerado apenas um filme B, "Flight Angels" foi denunciado em revisões contemporâneas como humilhante para as mulheres e estereotipado no tratamento de pilotos e aviadores.